# Pein
Pein (ahd. pīna, mtl. pena, lat. ‚poena‘ = Sühne, Buße, Strafe, Qual) bezeichnet in der heutigen Sprache gehoben „heftiges körperliches, seelisches Unbehagen; etwas, was jemanden quält“. Ableitungen davon sind Peinigung, peinigen, peinlich und Peinlichkeit, aber auch bildungssprachlich penibel und umgangssprachlich pingelig.

## Wortgeschichte

### Etymologie
Pein für ‚Strafe, Qual, Schmerz‘ wurde im 8. Jahrhundert mit dem Christentum in das Germanische in Form des Althochdeutschen pīna, mhd. und mnd. pīne, pīn ‚Mühseligkeit‘ entlehnt (ursprünglich lat. poena, griech. poinḗ (ποινή) ‚Sühne, Strafe, Rache‘, lat. auch ‚Qual‘). Das Verb peinigen für ‚Schmerzen zufügen, quälen‘, mhd. pīnegen, pīnigen, pīngen, älter auch peinen, davon abgeleitet auch Peinigung entstanden ebenso um 800. Das Adjektiv peinlich für ‚qualvoll, schmerzlich, unangenehm, beschämend‘, wurde zunächst in der Gerichtssprache verwendet und bedeutete ‚mit Folterschmerzen verbunden‘. Im 16. Jahrhundert bezeichnete man etwa mit peinliche Frage eine ‚Befragung unter Anwendung bzw. Androhung der Folter‘. Zugleich wurde peinlich auch mit ‚innerliche Unruhe, Verlegenheit bereitend, innerlich quälend, voller Eifer‘ verwendet, Mitte des 18. Jahrhunderts auch als ‚gewissenhaft, übertrieben sorgfältig‘. Von Köln aus verbreitete sich seit dem 19. Jahrhundert die westdeutsche Form pingelig ‚übertrieben gewissenhaft, übergenau, kleinlich, heikel‘, aus dem Rheinischen pingelich, pingelije für ‚sehr empfindlich, zimperlich, peinlich genau‘ insbesondere in der zweiten Hälfte des 20. Jahrhunderts.

### Lexikalische Definitionen
Johann Christoph Adelung nannte Pein in seinem Grammatisch-kritischen Wörterbuch 1798 als „1) Mühe, Arbeit; eine im Hochdeutschen veraltete Bedeutung, welche noch im Nieders. angetroffen wird, und worin es mit dem Franz. Peine, dem Griech. πονος, und dem Alban. Puna überein kommt. 2) Der höchste Grad der Unlust, es sey nun körperlicher Schmerzen oder auch der Unlust des Gemüthes; wie Marter und Qual. Pein empfinden, leiden. Jemandes Pein lindern. Jemanden allerley Pein anthun.“ Als Peinlichkeit bezeichnete er: „welches in allen Bedeutungen des vorigen Beywortes von dem Zustande einer Person oder Sache, da sie peinlich ist, gebraucht werden könnte. Ehedem bedeutete es auch die peinliche Gerichtsbarkeit, das Halsgericht; in welchem Verstande es doch wenig mehr gebraucht wird.“ Das Deutsche Wörterbuch von Jacob und Wilhelm Grimm nannte unter dem Stichwort Peinlichkeit:

„mhd. und md. pînlîcheit, leibliche oder innerliche pein, qual, leiden; auch peinliches gerichtsverfahren, tortur (Lexer 2, 273), und so noch im 16. und 17. jahrh.: dasz der gefangne mit der peinligkeit billich angegriffen werde. Dief.-Wülcker 795 (vom j. 1591); was jeder grad der peinligkeit oder tortur in sich habe. Adrian mittheilungen 299 (17. jahrh.); jetzt bedeutet das den älteren nhd. wörterbüchern fehlende wort einen peinlichen zustand (Adelung), besonders die peinliche, pedantische, übertriebene sorgfalt und genauigkeit: die grüblerische peinlichkeit (des pedanten). Kant 1, 372; pünktlichkeit in der übereinkunft mit regeln, aber ohne peinlichkeit. 7, 167. 10, 359; aus der gewissenhaften peinlichkeit, die sowohl seine (A. Dürers) gemählde als holzschnitte beschränkt, trat er heraus. Göthe 32, 50; der herzog ist pünktlich bis zur peinlichkeit. C. F. Meyer Jürg Jenatsch 140.“

Pierer’s Universal-Lexikon definierte Pein und die dazu abgeleiteten Begriffe 1861 wie folgt:

„Pein, heftiger Schmerz, welcher das Gemüth in Beklemmung u. Bedrängniß versetzt. Daher Peinigen, Einem Schmerz verursachen, auch als Strafe für eine wirkliche od. beigemessene Schuld; daher Peinigung, sonst so v.w. Folter, u. Peiniger, der Henkersknecht als Vollzieher der Folter. Peinliche Befragung, 1) im ältern Inquisitionsprocesse der Theil der Verhörer des Angeschuldigten, welcher die eigentliche Inquisition desselben über die Verübung des ihm schuldgegebenen Verbrechens enthält; 2) beim hochnothpeinlichen Halsgericht […] die zum letzten Mal wiederholte Frage an den Verbrecher, ob er sein Verbrechen u. alles darüber bereits Eingestandene nochmals zugestehe, nach deren Bejahung dann der Stab gebrochen u. der Missethäter dem Nachrichter zur Vollziehung des Todesurtheils übergeben wurde; 3) so v.w. Tortur. Peinliche Halsgerichtsordnung, Name einer Anzahl von Landes- u. Reichsgesetzen, welche im Anfang des 16. Jahrh. erschienen u. die Ordnung des Criminalrechts u. Criminalprocesses zum Gegenstand hatten, insbesondere der Peinlichen Halsgerichtsordnung Kaiser Karl V. (Carolina), der Bambergensis u.a., s.u. Halsgerichtsordnung. Peinliche Strafen, nach älterem deutschen Recht die Strafen, welche an Hals u. Hand gingen, zu denen außer den Todes- u. verstümmelnden Strafen auch die lebenslänglichen Freiheitsstrafen, Ehrlosigkeit, Landesverweisung u. völlige Vermögensconfiscation gerechnet wurden; Peinliche Sachen, solche Verbrechensfälle, welche mit peinlichen Strafen bedroht sind; Peinliches Recht, so v.w. Criminalrecht.“